# USS Rathburne (DD-113)
USS Rathburne (DD–113) – amerykański niszczyciel typu Wickes z okresu I wojny światowej. Jego patronem był John Peck Rathbun.
Stępkę jednostki położono 12 lipca 1917 roku w stoczni William Cramp & Sons Company w Filadelfii. Został zwodowany 27 grudnia 1917 roku. Wszedł do służby 24 czerwca 1918 roku.
W czasie ostatnich miesięcy I wojny światowej, od lipca do listopada 1918 roku „Rathburne” eskortował konwoje w zachodniej części Atlantyku.
W czasie II wojny światowej używany głównie jako okręt szkolny. 20 maja 1944 roku przeklasyfikowany na szybki transportowiec APD-25, brał później udział w działaniach bojowych na Pacyfiku. Trafiony przez kamikaze.
20 lipca 1945 roku przeklasyfikowany ponownie na niszczyciel DD-113.
Skreślony z listy jednostek floty 28 listopada 1945 roku, sprzedany na złom w listopadzie 1946 roku.
W czasie służby został odznaczony sześcioma battle stars.